# Cedarinia fuscotibialis
Cedarinia fuscotibialis är en insektsart som beskrevs av Sjöstedt 1920. Cedarinia fuscotibialis ingår i släktet Cedarinia och familjen gräshoppor. Inga underarter finns listade i Catalogue of Life.